# Seriphidium aucheri
Seriphidium aucheri là một loài thực vật có hoa trong họ Cúc. Loài này được (Boiss.) Ling & Y.R.Ling miêu tả khoa học đầu tiên năm 1980.